# Odliv kapitálu
Odliv kapitálu (anglicky capital outflow) nebo také odliv peněz či odliv zisků je obecně negativní jev, při kterém finanční zisk firmy opouští danou ekonomiku místo toho, aby byl investován v zemi, kde byl vytvořen, často za účelem obcházení daní (anglicky tax avoidance) a koncentrace kapitálu v jiné požadované lokaci - v rámcích či na hranici zákona. Náhlý legální odliv kapitálu ve velkém měřítku se označuje jako únik kapitálu nebo také kapitálový přesun (anglicky capital flight), nelegální obcházení daní se nazývá daňový únik (anglicky tax evasion).

## Odliv ve světě

### Rozvojové země
Odliv kapitálu v rozvojových zemích je jedním z hlavních příčin přetrvávající chudoby. Zisk vytvořený v rozvojových zemích jako např. v afrických státech je často převeden buď do bohatých států, kde sídlí vlastníci nadnárodních korporací, nebo přímo do daňových rájů. Tenhle uniklý zisk není znovu investován, kde byl vytvořen, jak k tomu částečně dochází v bohatších zemích, a tím pádem se vytvoří uzavřená smyčka, kdy zůstávají rozvojové země nadále chudé. U těchto finančních převodů také hrají roli jurisdikce, které umožňují vysokou ochranu pro bankovní tajemství. Mezi těmi je například Švýcarsko, notoricky známé bankami, jež dle švýcarských zákonů mohou tajit informace o svých klientech před trestním stíháním již od roku 1713, kdy jejich služby využívala evropská šlechta jako např. francouzští králové k utajení koncentrace bohatství.

### Rozvinuté země

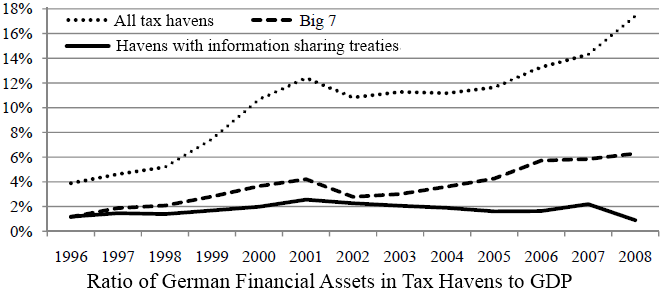
Podíl aktiv Německa v daňových rájích.

Odliv kapitálu ve vysoce rozvinutých zemích se vyskytuje především v podobě obcházení daní skrze finanční transakce zisků do daňových rájů. Například americký Google přesunul do daňových rajů v Bermudě přes 22 miliard amerických dolarů jen v roce 2017 skrze komplexní finanční transakci známou pod názvem „dvojitý irský, holandský sendvič“, jenž využívá holdingové společnosti v Nizozemsku a Irsku díky různým aspektům místních jurisdikcí, čímž legálně obchází daně z příjmu ve Spojených státech a v EU mezerou v zákonech.

## Odliv zisků z Česka
Zahraniční firmy, jež provozují v Česku nějakou část svojí výroby nebo byznysu často svůj zisk vytvořený v Česku neinvestují na místním trhu a místo toho jej převedou jinam do zahraničí. Dle analýzy z roku 2016, „míra odlivu výnosů z české ekonomiky je dlouhodobě přinejmenším
dvakrát vyšší, než by odpovídalo empirickým a teoretickým
předpokladům odvozeným ze situace na vnitřním trhu EU“. Tyto následné chybějící investice vedou k nízké produktivitě práce, což se odráží v nízké úrovni mezd. K tomu dochází u zahraničních firem, které do Česka přesouvají jen levnou část svého byznysu aby využily místní trh např. kvůli levnější pracovní síle ve srovnání s jejím domácím trhem. Tím pádem neinvestují do výzkumu a vývoje a do pracovních míst s vysokou přidanou hodnotou a mzdou v Česku, nýbrž na vlastním domácím trhu.
V roce 2016 ve formě dividend odplynulo z Česka do zahraničí 289 miliard korun a podle některých odhadů se ročně vyvádí z Česka do zahraničí až 700 miliard korun. V roce 2019 si zahraniční vlastníci českých firem rozdělili na dividendách 299 miliardy korun.
Tento odtok zisků z Česka je výsledkem investičních pobídek za vlád Josefa Tošovského a Miloše Zemana na přelomu tisíciletí, jež byly cíleny na rychlé snížení nezaměstnanosti a při tom přilákaly investory, kteří vytvářeli pracovní místa s nízkou přidanou hodnotou, tím pádem s nízkou produktivitou práce a nízkými mzdami. Novela investičního zákona na rok 2019 je zaměřená na podporu investic s vyšší přidanou hodnotou, malé a střední podniky a na výzkum a vývoj, jenž má za cíl přesunout pracovníky z výroby k sofistikovanější práci.
Dle výzkumu francouzského ekonoma Thomase Pikettyho činil mezi lety 2010 a 2016 odliv zisků z ČR do EU ekvivalent 7.6% českého HDP za rok, zatímco čistý příjem z převodů z EU do ČR (investice, dotace apod.) tvořily ekvivalent 1.9% českého HDP za rok, z čehož Piketty vyvozuje, že státy západní Evropy z ČR (a také z ostatních států Visegrádské skupiny) získávají několikanásobně větší množství kapitálu, než ČR (a státy Visegrádu) získává z EU. Tohle je dle Pikettyho přímým následkem toho, že velkou část kapitálu (firem, nemovitostí apod.) v ČR vlastní zahraniční vlastníci ze států jako Německo, Rakousko či Francie, kteří využívají své pozice síly k udržování nízkých platů v ČR a odvádění takhle vytvořených vysokých zisků k sobě. Bloomberg popisuje snahu ze strany ČR předcházet této situaci popsané Pikettym jako snahu o dekolonizaci.
Podle dat České národní banky bylo od ledna do srpna 2023 vyplaceno do zahraničí na dividendách a úrocích 286,3 miliardy korun.